# Патуха
Вулкан Патуха — потухший вулкан в Индонезии на острове Ява, в провинции Западная Ява. Состоит преимущественно из андезита. Извержений в историческое время не зафиксировано. Склоны вулкана покрыты лесным массивом. Деятельность вулкана представлена сульфатной и фумарольной активностью, вблизи вулкана имеются небольшие грязевые озёра и горячие источники. Имеет несколько кратеров, в одном из которых образовалось озеро Кавах Путих. До настоящего времени из него добывают серу. Диаметр озера 3-3,5 км. Наибольшая глубина 180 м.